# Рябов Гелій Трохимович
Гелій Трохимович Рябов (рос. Ге́лий Трофи́мович Ря́бов; нар. 1 лютого 1932, Ленінград, Російська РФСР — пом. 13 жовтня 2015, Москва, Росія) — радянський і російський сценарист. Лауреат Державної премії СРСР (1978).

## Життєпис
Закінчив Московський юридичний інститут (1954).
Автор сценаріїв фільмів:
- «Страчені на світанку» (у співавт.)
- «Крадіжка» (у співавторстві)
- «Державний кордон»[ru]

також українських фільмів:
- «Схованка біля Червоних каменів» (1972)
- «Народжена революцією» (1974—1977, у співавторстві із О. Нагорним)